# Dreifarben-Papageiamadine

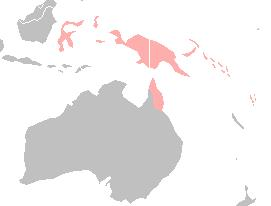
Verbreitungskarte

Die Dreifarben-Papageiamadine (Erythrura trichroa, Syn.: Amblynur trichroa), auch Dreifarbige Papageiamadine genannt, ist eine kleine Prachtfinkenart. Es werden eine Reihe von Unterarten für diese Art unterschieden.

## Beschreibung
Die Dreifarben-Papageiamadine erreicht eine Körperlänge von zwölf Zentimetern und wiegt im Durchschnitt 14,4 Gramm. Die Männchen haben einen indigoblauen Kopf, einen grünen Rumpf, einen roten Schwanz und einen schwarzen Schnabel. Es sind auch einige seltene andere Farbschläge erhältlich. Die Weibchen sind meist ähnlich wie die Männchen gefärbt, haben aber einen weniger intensiv blau gefiederten Kopf und das Blau ist weniger ausgedehnt. Jungvögel sind deutlich matter gefärbt als die adulten Vögel. Einige Jungvögel zeigen bereits vom Beginn an Blau am Kopf, bei anderen dagegen fehlt es. Der Oberschnabel ist bei den Jungvögeln dunkel mit gelben Scheiden.
Der Gesang ist ein aus Trillern und Lockrufen bestehendes Zwitschern.

## Verbreitung und Lebensweise
Das Verbreitungsgebiet der Dreifarben-Papageiamadine ist Sulawesi, die Molukken, der Bismarck-Archipel, Neuguinea, Melanesien und die Kap-York-Halbinsel. Auf Neuguinea reicht ihre Höhenverbreitung während der Brutzeit von 800 bis 2000 Meter über NN. Nach der Brutzeit ziehen die Dreifarben-Papageiamadinen dagegen von den Bergwäldern in die Niederungen. Die Vögel besiedeln vor allem Waldränder und Plantagen im Flachland und im Gebirge. Auf der Kap-York-Halbinsel leben sie am Rand von Regenwäldern und in feuchtem Grasland. Auf den Neuen Hebriden kommen sie in großer Zahl auf Plantagen vor, die große Grasflächen aufweisen. Während der Samenreife der Gräser finden sich hier zum Teil sehr große Schwärme ein. Dreifarben-Papageiamadinen sind allgemein sehr scheu und leben während der Brutzeit paarweise. Nach der Brutzeit kommen sie auch in Schwärmen von bis zu 100 Vögeln vor. Während der heißesten Tageszeit ziehen sie sich in den Schatten von dichtem Gebüsch zurück.
Die Dreifarben-Papageienamadine ist ein Freibrüter, der sich hauptsächlich von Grassamen, Früchten und Insekten ernährt. Das Nest wird in dicht belaubten Büschen oder Bäumen errichtet. Mangobäume werden als Nistbaum besonders präferiert. Die Brutdauer beträgt etwa 13–14 Tage und es werden bis zu 6 Eier gelegt.

## Haltung
Der genaue Zeitpunkt des Erstimports nach Europa lässt sich nicht mehr bestimmen. Sie waren aber schon in den 1880er Jahren in England im Handel und wurden 1886 durch den Tierhändler Fockelmann auch in Deutschland eingeführt. Danach kamen immer nur einzelne Vögel in den Handel. Besonders häufig wurden sie von 1952 bis 1960 eingeführt.
Dreifarben-Papageiamadinen zeigen wie die meisten Papageiamadinen einen ausgeprägten Bewegungsdrang, so dass nur Volieren geeignete Haltungsmöglichkeiten bieten. In Käfigen zerstoßen sie sich das Gefieder oder werden träge.

## Einzelbelege
1. ↑  Nicolai et al., S. 152.
2. ↑  Nicolai et al., S. 154.
3. ↑  Nicolai et al., S. 155.